# Murasson
Murasson település Franciaországban, Aveyron megyében. Lakosainak száma 213 fő (2022. január 1.). Murasson Belmont-sur-Rance, Peux-et-Couffouleux, Mounes-Prohencoux, Saint-Sever-du-Moustier, Barre, Lacaune, Moulin-Mage és Murat-sur-Vèbre községekkel határos.

## Népesség
A település népessége az elmúlt években az alábbi módon változott:
| Lakosok száma | 362  | 266  | 235  | 207  | 186  | 186  | 194  | 210  | 211  | 213  |
|               | 1968 | 1982 | 1990 | 2006 | 2013 | 2015 | 2017 | 2019 | 2020 | 2022 |